# Markaz al Marāghah
Markaz al Marāghah (arabiska: مركز المراغة) är en region i Egypten.   Den ligger i guvernementet Sohag, i den centrala delen av landet, 400 km söder om huvudstaden Kairo.